# Apothekerturm (Magdeburg)
Der Apothekerturm war ein historischer Wehrturm in Magdeburg im heutigen Sachsen-Anhalt.

## Lage
Der Turm befand sich nördlich des Alten Markts in der Magdeburger Altstadt, auf dem Hof hinter den Häusern mit der ehemaligen Adresse Alter Markt 23, der Rats-Apotheke und 24. Heute befindet sich dort der Hof links hinter dem Haus Alter Markt 9, in dem sich die Bötelstube befindet.

## Geschichte und Architektur
Der Apothekerturm war Teil der sehr frühen noch aus karolingischer Zeit stammenden Magdeburger Stadtbefestigung, die nur wenig nördlich des Alten Markts verlief. Schon mit dem Bau der weiter nördlich verlaufenden ottonischen Stadtmauer in der Zeit um das Jahr 1000 verlor der Turm seine ursprüngliche Funktion. Er wurde dann von den benachbarten Grundstücken mit genutzt. Die ursprünglichen Eigentumsverhältnisse zu Gunsten der Stadt Magdeburg waren dem Rat um das Jahr 1650 nicht mehr bekannt oder es wurde davon ausgegangen, dass der Turm zur städtischen Rats-Apotheke gehörte. Die Nähe zur Rats-Apotheke hatte zur Bezeichnung Apothekerturm geführt.
Der Turm war vier Geschosse hoch und an allen Ecken sechs Ellen breit. Von den Nachbargrundstücken aus waren Türen eingefügt worden. Die östlich gelegene Rats-Apotheke nutzte den Keller sowie ein Geschoss als Schlafraum für Gesellen. Das westlich gelegene, an der anderen Seite an die Buttergasse grenzende Grundstück Alter Markt 24 verfügte über das oberste Geschoss.
1653 baute der Gewürzhändler Stephan Pape, dem seit 1640 das Grundstück Alter Markt 24 gehörte, ein neues Haus. Daraufhin ergab sich ein Streit bezüglich des Apothekerturms. Der Rats-Apotheker beschwerte sich beim Rat. Der ordnete eine Untersuchung durch zwei Maurermeister an, die in einem Bericht vom 17. November 1653 Bericht erstatten. Im Ergebnis untersagte der Rat Pape sein Vorgehen. 1669 baute Pape erneut. In diesem Zusammenhang erwarb Pape 1669 den Turm vom Rat und erhielt auch die Genehmigung zum Abbruch des Turms. In der Folge wurde der Turm abgerissen.